# Espai Valencià a Bèlgica
|  | No s'ha de confondre amb l'Espai País Valencià. |

L'Espai Valencià a Bèlgica és una entitat belga i sense ànim de lucre creada l'any 2021 a Brussel·les. Té l'objectiu d'oferir un lloc de trobada i de cohesió per als valencians que viuen en eixe estat europeu i també el d'establir-hi vincles de diversitat i d'intercanvi social per mitjà de la promoció de la llengua i la cultura valencianes.
L'associació, formada sobretot per jóvens i que fon aprovada com a 42a integrant dels Centres Valencians a l'Exterior (CEVEX) pel Consell de la Generalitat Valenciana el desembre de 2021, duu a terme esdeveniments de diversa índole com ara presentacions de llibres, concerts, esmorzars valencians amb partides de truc i altres actes gastronòmics i de difusió arquitectònica.
Entre les seues activitats més destacades hi ha l'organització de la Festa Estellés en la capital belga, que durant la primera edició brussel·lesa l'any 2022 va aplegar un cartell encapçalat pel grup ZOO. També ha col·laborat en esdeveniments com la diada de Sant Jordi a l'exterior, organitzats conjuntament amb entitats i institucions representants d'arreu dels Països Catalans, com el Casal Català de Brussel·les.